# Scheel (Lindlar)
Die Ortschaft Scheel mit 1178 Einwohnern ist ein Ortsteil der Gemeinde Lindlar, Oberbergischer Kreis in Nordrhein-Westfalen (Deutschland). Sie liegt östlich von Frielingsdorf.

## Geschichte
1413 wurde der Ort das erste Mal urkundlich erwähnt und zwar im Kämmereiregister für den Fronhof Lindlar. Die Schreibweise der Erstnennung war „Schel“. Der Name bezieht sich auf seine geografische Lage. Ortsnamen im Mittelalter wie Scheele (1481) oder Schyle (1487) stehen für schief, hügelig, krumm oder am Hang liegend.

## Sehenswürdigkeiten
Sehenswürdigkeiten des Dorfes sind die Ruine Eibach und die Ruine der Burg Neuenberg.
Auf dem Neuenberg befindet sich die Zwergenhöhle. Sie hat ihren Namen auf Grund einer Sage, nachdem diese früher von Zwergen bewohnt war, die nach einem Streit mit den „menschlichen“ Nachbarn nicht mehr zurückkehrten.

## Das Scheeler Lied
Refrain:
„Es ist schön, es ist schön, so ein Scheeler zu sein, denn wir nehmen das Leben nicht krumm.
Tief im Herzen die Freude und den goldnen Sonnenschein, es ist schön so ein Scheeler zu sein.“
Wir haben das Herz am richtigen Fleck,
und die Freude am Leben nimmt uns keiner weg.
Freunde, reicht euch die Hand und stimmt fröhlich mit ein:
es ist schön so ein Scheeler zu sein,
ja es ist schön so ein Scheeler zu sein.
Zwischen Frielingsdorf und Neuenberg
liegt die Heimat aller Scheeler,
mein so heiß geliebtes Heimatland mit den saftig grünen Wiesen.
Zieh’ ich oft auch in der Welt umher,
immer fröhlich ist mein Sinn,
denn ich liebe diese Welt so sehr, weil ich echt ein Scheeler bin.

Refrain: Es ist schön …

## Busverbindungen
Haltestelle Scheel:
- 335 Scheel – Frielingsdorf – Hartegasse / Fenke – Lindlar – Linde – Biesfeld – Dürscheid – Herkenrath – Sand – Bergisch Gladbach (S) (OVAG)

Vergleiche hierzu auch: Frielingsdorf